# Arbekacin
Arbekacin (INN) là một loại kháng sinh bán tổng hợp aminoglycoside. Nó chủ yếu được sử dụng để điều trị các bệnh nhiễm trùng do vi khuẩn đa kháng thuốc bao gồm Staphylococcus aureus kháng methicillin (MRSA). Arbekacin ban đầu được tổng hợp từ dibekacin vào năm 1973, đã được đăng ký và bán tại thị trường Nhật Bản từ năm 1990 dưới biệt dược Habekacin. Arbekacin không còn được bảo vệ bởi bằng sáng chế và các dạng thuốc gốc cũng có sẵn dưới tên thương mại như Decontasin và Blubatosine.

## Dược lý
Arbekacin được chấp thuận để điều trị viêm phổi và nhiễm trùng huyết do Staphylococcus aureus kháng methicillin (MRSA). Do tác dụng hiệp đồng với beta-lactam, Arbekacin cũng hứa hẹn sẽ điều trị các bệnh nhiễm trùng do vi khuẩn gram âm kháng đa kháng sinh như Pseudomonas aeruginosa và Acinetobacter baumannii.

### Dược lực học
Các aminoglycoside như Arbekacin hoạt động bằng cách liên kết với tiểu đơn vị ribosome 30S của vi khuẩn, gây ra sự hiểu sai về tRNA, do đó, vi khuẩn không thể tổng hợp protein quan trọng cho sự phát triển của nó. Cần phải có năng lượng cho sự hấp thu aminoglycoside vào tế bào vi khuẩn. Sinh vật kỵ khí cần ít năng lượng hơn cho sự hấp thu này, vì vậy aminoglycoside ít hoạt động hơn so với sinh vật kỵ khí.

### Cơ chế hoạt động
Các aminoglycoside như Arbekacin ức chế tổng hợp protein ở vi khuẩn nhạy cảm bằng cách liên kết không thể đảo ngược với tiểu đơn vị ribosome 30S của vi khuẩn. Cụ thể, Arbekacin liên kết với bốn nucleotide 16S rRNA và một amino acid duy nhất của protein S12. Điều này cản trở vị trí giải mã trong vùng lân cận nucleotide 1400 trong thành phần 16S rRNA của tiểu đơn vị 30S. Vùng này tương tác với cơ sở lắc lư trong anticodon của tRNA. Điều này dẫn đến việc đọc sai mRNA, do đó amino acid không chính xác được đưa vào polypeptide, dẫn đến các peptide không có chức năng hoặc độc hại và phá vỡ các polysome thành các monosome không chức năng.

### Hấp thu
Aminoglycoside không hấp thu tốt qua đường tiêu hóa, do đó chúng thường được dùng theo đường tiêm.

### Độc tính
Độc tính trên tai và thận là những tác dụng phụ nghiêm trọng nhất của liệu pháp aminoglycoside và có nhiều khả năng xảy ra ở những bệnh nhân có tiền sử suy thận hoặc đang dùng các thuốc độc tai và/hoặc độc thận khác. Thời gian trung bình của liệu pháp aminoglycoside tiêm bắp hoặc tiêm tĩnh mạch là 7-10 ngày, mặc dù đôi khi cần điều trị lâu hơn. Độc tính nhiều khả năng xảy ra khi điều trị aminoglycoside hơn 10 ngày.